# 126. vestlige længdekreds
Den 126. vestlige længdekreds (eller 126 grader vestlig længde) er en længdekreds, der ligger 126 grader vest for nulmeridianen. Den løber gennem Ishavet, Nordamerika, Stillehavet, det Sydlige Ishav og Antarktis.